# Большая Пёра (приток Зеи)
Больша́я Пёра — река в Шимановском и Свободненском районе Амурской области на Дальнем Востоке России. Правый приток Зеи. Длина реки — 145 км, площадь водосборного бассейна — 4400 км².

## Гидрография
Берёт начало на Амуро-Зейском плато в результате слияния рек Пера и Белава, к северо-западу от Шимановска, фактически в городской черте. Общее направление течения — на юго-восток, на всём протяжении параллельно реке проходит Транссибирская магистраль. Впадает в протоку Перская (правобережная протока реки Зея) выше города Свободный, в городской черте.
Долина широкая, заболоченная. Русло узкое, течение медленное. Маловодна. Возможно маломерное судоходство.

## Гидроним
Название в переводе с эвенкийского ёра — «ходовая рыба летом и осенью».

## Притоки
Объекты перечислены по порядку от истока к устью.
- 145 км: слияние, Пёра + Белава
- 135 км, л.б.: Каменушка
- 109 км, л.б.: Селеткан
- 101 км, л.б.: руч. Золотой
- 88 км, п.б.: Джатва
- 54 км, л.б.: Ора
- 47 км, л.б.: Бузулька
- 40 км, п.б.: Юхта
- 17 км, п.б.: Малая Пёра

## Населённые пункты у реки
Объекты перечислены по порядку от истока к устью (выделены крупные населённые пункты):
- 137 км, оба б. — Шимановск
- 122 км, л.б. — Светильное
- 114 км, п.б. — Селеткан
- 94 км, п.б. — Джатва
- 88 км, п.б. — Голубое (на реке Джатва, +4 км до её устья)
- 76 км, л.б. — Циолковский
- 76 км, п.б. — Глухари
- 72 км, л.б. — Курган
- 63 км, п.б. — Разливная
- 61 км, п.б. — Дом отдыха Бузули
- 55 км, л.б. — Чембары
- 54 км, п.б. — Черновка
- 47 км, л.б. — Нижние Бузули (на реке Бузулька, +2 км до её устья)
- 25 км, п.б. — Юхта
- 21 км, п.б. — Дмитриевка
- 18 км, л.б. — Юхта-3
- 13 км, п.б. — Усть-Пера
- 3 км, п.б. — Свободный